# Parafia Matki Bożej Nieustającej Pomocy w Duczkach
Parafia Matki Bożej Nieustającej Pomocy w Duczkach – parafia rzymskokatolicka należąca do dekanatu wołomińskiego, diecezji warszawsko-praskiej, metropolii warszawskiej.

## Historia
W 1905 roku w przysiółku Zenonów należącym do wsi Zagościniec, rosyjski pułkownik Krysztanowski postawił figurę Matki Bożej Niepokalanej. W 1938 roku mieszkańcy zbudowali małą kapliczkę. W 1957 roku plany utworzenia parafii w Zagościńcu, z powodu sprzeciwu władz państwowych nie doszły do skutku. 
W 1969 roku kapliczka została powiększona i zaczęto odprawiać Msze Święte. W 1973 roku ks. Zygmunt Krysztopa został wikariuszem parafii w Kobyłce i opiekunem kaplicy w Zenonowie, któremu powierzono zorganizowanie nowego ośrodka duszpasterskiego. Kaplica została ponownie powiększona i 25 maja 1975 roku bp Władysław Miziołek dokonał jej poświęcenia pw. Matki Bożej Wspomożycielki Wiernych. 
W 1974 roku w Duczkach, ks. Zygmunt Krysztopa  zakupił plac ze zdewastowaną oficyną, która po remoncie i rozbudowie stała się tymczasowa kaplicą. 9 września 1975 roku odprawiono pierwsza Mszę Świętą. 31 grudnia 1975 erygowano nowy ośrodek duszpasterski, a ks. Zygmunt Krysztopa został administratorem. 
6 marca 1980 roku dekretem kard. abpa Stefana Wyszyńskiego została erygowana parafia w Duczkach z wydzielonego terytorium: parafii Świętej Trójcy w Kobyłce, parafii Matki Bożej Częstochowskiej w Wołominie i parafii św. Jana Chrzciciela i św. Wojciecha w Poświętnem. 
W latach 1979–1985 zbudowano nowy kościół, który 9 września 1985 roku poświęcił kard. abp Józef Glemp. 9 czerwca 2002 roku odbyła się konsekracja kościoła, której dokonał bp Kazimierz Romaniuk.

## Proboszczowie
- 1980–2013. ks. kan. Zygmunt Krysztopa[2].
- 2013–2016. ks. Józef Kałęcki[3].
- 2016–2020. ks. Arkadiusz Rakoczy[4].
- od 2020 ks. Adam Ścisłowski[5].

## Zasięg parafii
Do parafii należy 4 810 wiernych z miejscowości:
- Duczki.
- Nowe Grabie.
- Nowe Lipiny – ulice: Batalionów Chłopskich (od Wąskiej), Niska, Pogodna, Szosa Jadowska (od 58).
- Stare Grabie.

## Grupy i Wspólnoty
- Bielanki
- Legion Maryi
- Ministranci
- Oaza Rodzin
- Oaza Młodzieżowa
- Totus Tuus
- Żywy Różaniec